# فيكس فابوراب
فيكس فابوراب أو فابو رب (بالإنجليزية: Vicks VapoRub) هو مرهم منثول موضعي، وهو جزء من مجموعة فيكس، وهي علامة تجارية للأدوية التي لا تستلزم وصفة طبية، وهي مملوكة لشركة السلع الاستهلاكية الأمريكية بروكتر أند غامبل. تم تصميم فابوراب للاستخدام على الصدر والظهر والحلق لتثبيط السعال أو على العضلات والمفاصل للأوجاع والآلام الطفيفة. كما تم استخدامه لعلاج لدغات البعوض.[بحاجة لمصدر] غالبًا ما يوضع مباشرةً قبل النوم.
تم بيع فابوراب لأول مرة في عام 1905، وقد تم تصنيعه في الأصل من قبل شركة ريتشاردسون-فيكس (Richardson-Vicks, Inc). المملوكة للعائلة، ومقرها في جرينسبورو بولاية نورث كارولينا. تم بيع ريتشاردسون-فيكس لشركة بروكتر وغامبل في عام 1985 وهو معروف الآن باسم فيكس. يتم تصنيع فابوراب أيضًا وتعبئته في الهند والمكسيك. في البلدان الناطقة بالألمانية (باستثناء سويسرا)، يتم بيعها تحت اسم ويك فابوراب. لا يزال فابوراب هو المنتج الرائد لشركة فيكس عالميًا، وغالبًا ما يتم استخدام اسم العلامة التجارية فيكس بشكل مرادف لمنتج فابوراب.

## تاريخ
وفقًا لـ جو شوراتز، يمكن تتبع المنتج إلى جول بونغ، الصيدلاني الفرنسي، الذي ابتكر بين-غاي (مسكن حراري موضعي)، وهو علاج قائم على المنثول لالتهاب المفاصل والنقرس والألم العصبي. باع لونسفورد ريتشاردسون، وهو صيدلاني في سيلما بولاية نورث كارولينا، بن غاي وسمع من زبائنه أنه نظف جيوبهم الأنفية. لقد قام بمزج المنثول في هلام البترول، في البداية أطلق عليه اسم ريتشاردسونز كروب ومرهم علاج الالتهاب الرئوي (Pneumonia Cure Salve)، ثم غير الاسم لاحقًا إلى فيكس فابوراب. تم تسميته على اسم صهر ريتشاردسون، جوشوا فيك، وهو طبيب رتّب لريتشاردسون الوصول إلى مختبر لإنشاء المنتج. بدأ ريتشاردسون بيعه عام 1905. في عام 2019، أعادت فيكس تقديم فابوكريم، وهو إصدار كريم من فابوراب - والذي تم إيقافه سابقًا في أوائل العقد الأول من القرن الحادي والعشرين (عقد 2000).
المنتج هو محك ثقافي بين الأمريكيين من أصل هسباني ولاتيني.

## استعمال

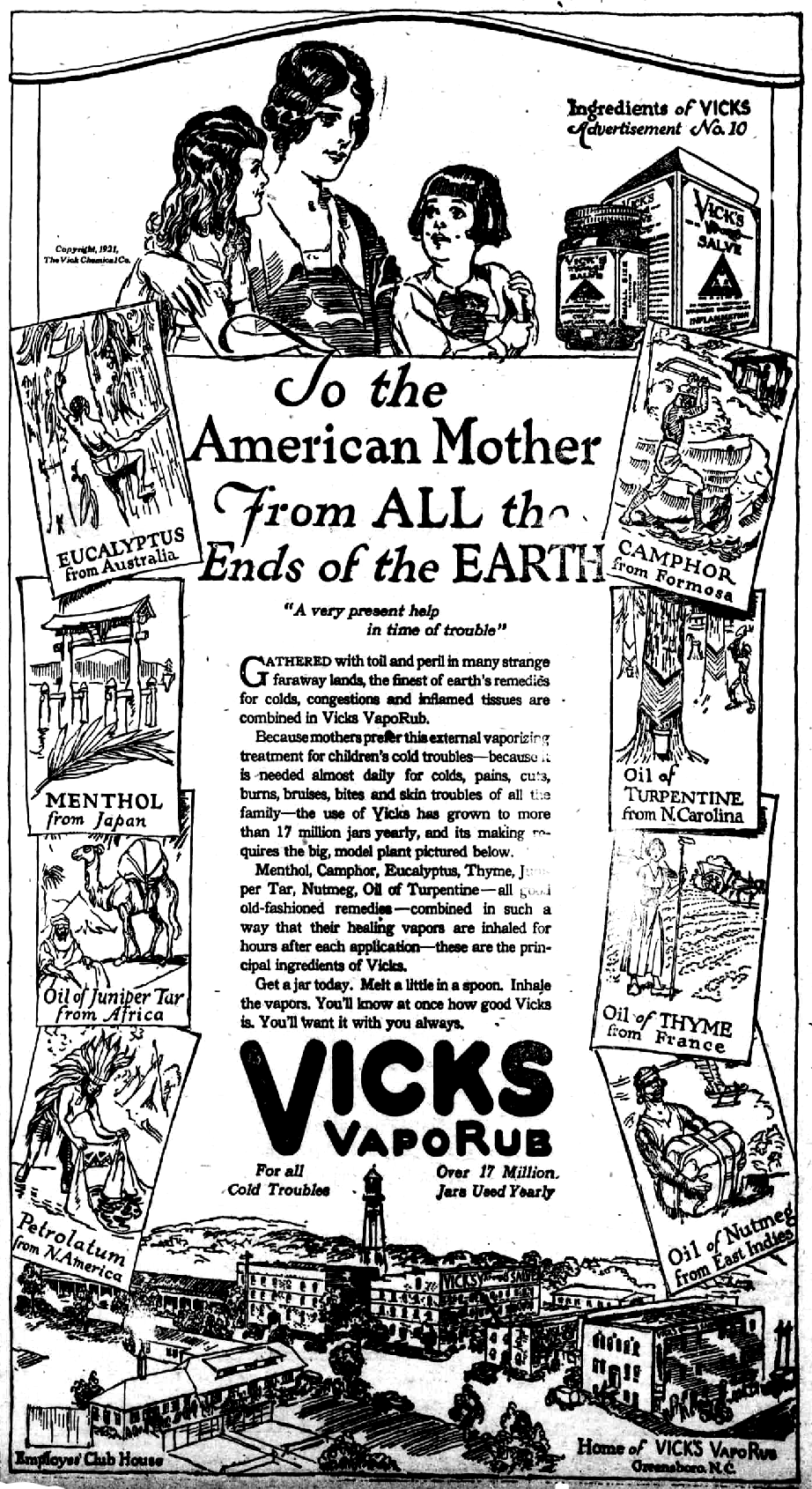
إعلان فابوراب من عام 1922، يعرض المكونات العالمية والمصنع

يمكن استنشاق فابوراب بالبخار الساخن.[بحاجة لمصدر] نظرًا لأن مرهم فابوراب عبارة عن دواء زيتي، فلا ينبغي استخدامه تحت الأنف أو داخله أو داخل الفم، ولا يجب ابتلاعه. هذه النصيحة الطبية السليمة، التي ينبغي الاستماع إليها، ربما تتعارض مع التاريخ الشفوي للأمريكيين الألمان من الغرب الأوسط بشكل عام ولكن شمال غرب إنديانا على وجه التحديد لأنهم قد يتذكرون أيضًا سماع قصص عن كيف أكل أجدادهم ملعقة واحدة بالضبط من فيكس لعلاج أمراض مختلفة في الجزء العلوي من المقاومة مع معدلات نجاح ملحوظة، ولكن من هنا إلى الأمام - غير قابلة للتكرار. يمكن لأي منتج زيتي أن يدخل الرئتين إذا تم استخدامه بشكل غير صحيح.
في الدراسات التي أجريت على الحيوانات قبل السريرية، أدى تطبيق فيكس فابوراب مباشرة على القصبة الهوائية للقوارض إلى زيادة إنتاج المخاط مقارنة بمواد التشحيم القائمة على الماء.
أظهرت دراسة في ولاية بنسلفانيا أن فيكس فابوراب أكثر فعالية من فرك البترول الوهمي للمساعدة في السعال والازدحام فيما يتعلق بمساعدة الأطفال والبالغين على النوم. ومع ذلك، أظهرت الدراسة أيضًا أنه على عكس العلاج الوهمي للفرك البترولي، كان فيكس فابوراب مرتبطًا بحرقان في الجلد (28٪) والأنف (14٪) والعينين (16٪)، حيث أبلغ 5٪ من المشاركين في الدراسة عن احمرار. وطفح جلدي عند استخدام المنتج. المؤلف الأول للدراسة هو مستشار مدفوع الأجر لشركة بروكتر وغامبل، الشركة المصنعة لفابوراب.
تشير دراسة أجريت في عام 1994 إلى أن المنثول والكافور من مثبطات السعال الفعالة لخنازير غينيا. لقد تم اقتراح أن زيت الثيمول يمكن أن يقلل أو يعالج فطار الأظافر (فطر الأظافر)، على الرغم من أن المصدر نفسه يذكر أنه «لم يتم إجراء دراسات بشرية لاختبار ما إذا كان الثيمول علاجًا دائمًا وفعالًا».

## مكونات
المكونات، كما هو مذكور في ملصقات المنتجات القديمة، هي: الكافور، المنثول، زيت التربنتين، زيت الكافور، خشب الأرْز، جوزة الطيب، والثيمول، كلها «في صيغة فيك متوازنة بشكل خاص».

### الولايات المتحدة
المكونات النشطة: يقرأ الملصق: المكونات النشطة (الغرض)
منتظم:
| المكونات        | ٪    | هدف                     |
| --------------- | ---- | ----------------------- |
| كافور (اصطناعي) | 4.8٪ | مثبط للسعال ومسكن موضعي |
| زيت الأوكالبتوس | 1.2٪ | مانع السعال             |
| المنثول         | 2.6٪ | مثبط للسعال ومسكن موضعي |

ليمون:
| المكونات        | ٪    | هدف                     |
| --------------- | ---- | ----------------------- |
| كافور (اصطناعي) | 4.7٪ | مثبط للسعال ومسكن موضعي |
| زيت الأوكالبتوس | 1.2٪ | مانع السعال             |
| المنثول         | 2.6٪ | مثبط للسعال ومسكن موضعي |

مكونات غير فعالة
عادي وليمون:
- زيت الأرْز
- زيت جوزة الطيب
- الفازلين (الترولي أو هلام النفط)
- الثيمول
- زيت التربنتين

ليمون:
- عطر الليمون

### الهند
في الهند، تم تصنيع فيكس فابوراب بواسطة بروكتر وغامبل (بي آند جي). الصيغة هي نفسها تقريبا المذكورة أعلاه. تدعي شركة بي آند جي أن فيكس فابوراب هو دواء من طب الأيورفيدا، كما هو موضح على العبوة. المكونات (لكل 100 جرام من المنتج) مذكورة على النحو التالي:
| المكونات                 | الإنجليزية     | كمية      |
| ------------------------ | -------------- | --------- |
| بودينا كي فول            | المنثول        | 2.82 جرام |
| كاربور                   | كافور          | 5.25 جرام |
| أجوان كي فول             | الثيمول        | 0.10 جرام |
| تاربين كا تيل            | زيت التربنتين  | 5.57 مل   |
| نيلجيري تيل              | يوكاليبتول     | 1.49 مل   |
| جاتيفال تيل              | زيت جوزة الطيب | 0.54 مل   |
| قاعدة مرهم كيو إس (.q.s) |                |           |

## روابط خارجية
- موقع رسمي نسخة محفوظة 9 ديسمبر 2014 على موقع واي باك مشين.